# ألونسو غيريرو بيريز
ألونسو غيريرو بيريز (بالإسبانية: Alonso Guerrero Pérez)‏ هو كاتب إسباني، ولد في 12 نوفمبر 1962 في ماردة في إسبانيا.